# Tony Mary
Tony Mary (Dilbeek, 1950) is een Belgisch bestuurder van verschillende vennootschappen.

## Biografie
Mary studeerde af aan de Vrije Universiteit Brussel (VUB) als licentiaat in de economische wetenschappen. Hij startte zijn carrière in 1971 als ambtenaar bij het Ministerie van Arbeid en Tewerkstelling. In 1974 stapte hij over naar automatiseringsbedrijf IBM waar hij opklom tot Directeur-Generaal voor België en Luxemburg. 
Hij is verder actief geweest bij Synergia (CEO); Belgacom (Directeur Generaal); SITEL (President SITEL Europe en vervolgens Corporate Executive Vice President Quality and Operations); Bull (Group Executive Vice President, Worldwide Marketing and Sales Development) en KPMG Consultants (Managing Partner). 
In juli 2002 werd hij benoemd tot gedelegeerd bestuurder van de VRT. In september 2006 werd Mary ontslagen door de Vlaamse Regering vanwege een conflict omtrent zijn bevoegdheden en de inhoud van de beheersovereenkomst 2007-2011. Tony Mary vond dat Vlaanderen een historische kans miste in de verdere ontwikkeling van digitalisering in de media doordat in zijn ogen in die beheersovereenkomst aan de VRT een beknotting opgelegd werd.
Hij is bestuurder van P&V verzekeringen (lid van het Audit- en het Remuneratiecomité), Vivium (lid van het Audit- en het Remuneratiecomité), Caesar Investment Fund (voorzitter van het Auditcomité), Partena en IP Globalnet en voorzitter van de Raad van Bestuur van Collibra, een spin-off van de VUB. Hij geeft strategisch advies aan verschillende ondernemingen en is de coach van 3 CEO's.
Als Nederlandstalige Brusselaar is Mary actief in het sociaal-culturele leven van de hoofdstad. Hij is onder andere medeoprichter en bestuurder van de Vlaamse Managementassociatie en bestuurder van de Brusselse Ommeganck, het Festival van Vlaanderen afdeling Brussel, B Plus, het Instituut voor Journalistiek, van Be.Brusseleir, het Magrittemuseum in Jette en de Scholengroep Brussel van het Gemeenschapsonderwijs.
Hij is voorzitter van het Pink Ribbon Fonds dat opereert in de schoot van het Koning Boudewijnfonds en zich bezighoudt met de preventie van en de communicatie over borstkanker.
Tony Mary is tevens lid van de serviceclubs de Cercle Gaulois en Rotary International. Hij is de vader van advocaat Sven Mary. 
Tony Mary is sedert 1982 vrijmetselaar. Hij is lid van de Antwerpse loge "De Geuzen".
Hij verwijst ook regelmatig (bijvoorbeeld in interviews) naar de rol die JCI (Jonge Economische Kamer) in zijn jongere jaren heeft gespeeld.
Hij is voor een federaal, 'efficiënt' en 'solidair' België en een fervente anti-separatist en tegenstander van de conclusies van het Warande-manifest (2005), van Vlaamse denktank In de Warande. Op basis van deze gedachte is hij in juni 2008 voorzitter van de Raad van bestuur van B Plus geworden. Hij is tevens stichtend lid van de denkgroep België Anders - La Belgique Autrement.